# 真光系諸教団
真光系諸教団（まひかりけいしょきょうだん）とは、岡田光玉が1959年に日本で立教した「L・H陽光子友乃会」の系譜にある一連の諸宗教団体である。
1. 狭義には同教を1963年に宗教法人化した世界真光文明教団」及び光玉死去後の二代教え主の理解の相違によって岡田恵珠が1978年に設立した宗教法人「真光」（後の崇教真光）の2教団を指す。
2. 広義には1の2教団から分派した各教団を含む[1]。

1の分裂2教団に関してはどちらも正当な継承者を自認しており、教義教理や儀式形態に大差はない。本項では分裂に至った経緯と各教団・教派の比較を中心とした概要を記す。
| ～1974年 存命当時 | ～1974年 存命当時 | ～1974年 存命当時 | ～1974年 存命当時          | 備考 | 1974   | 1974                                   | 1978                                   | 1980                                   | 1982                                   | 1985                                   | 1987                                   | 1991                                   | 2002                                   | 2009                        | 2016～                      |
| ----------------- | ----------------- | ----------------- | -------------------------- | ---- | ------ | -------------------------------------- | -------------------------------------- | -------------------------------------- | -------------------------------------- | -------------------------------------- | -------------------------------------- | -------------------------------------- | -------------------------------------- | --------------------------- | --------------------------- |
| 岡田光玉          | 岡田恵珠          | 45歳              | 役員 奉斉部長 特級研修終了 | 二代 | 40万人 |                                        | 崇教真光 30万人 二代                   |                                        |                                        |                                        |                                        |                                        |                                        | 2016死去 100万人 三代教え主 | 2016死去 100万人 三代教え主 |
| 岡田光玉          | 岡田光央          | 27歳              | 幹部                       | 三代 | 40万人 |                                        | 崇教真光 30万人 二代                   |                                        |                                        |                                        |                                        |                                        |                                        | 2016死去 100万人 三代教え主 | 2016死去 100万人 三代教え主 |
| 岡田光玉          | 黒田みのる        | 46歳              | 一般信者                   | 独立 | 40万人 | 光輪 ス光光波世界神団(改名) ス光(改名) | 光輪 ス光光波世界神団(改名) ス光(改名) | 光輪 ス光光波世界神団(改名) ス光(改名) | 光輪 ス光光波世界神団(改名) ス光(改名) | 光輪 ス光光波世界神団(改名) ス光(改名) | 光輪 ス光光波世界神団(改名) ス光(改名) | 光輪 ス光光波世界神団(改名) ス光(改名) | 光輪 ス光光波世界神団(改名) ス光(改名) |                             |                             |
| 岡田光玉          | 関口栄            | 65歳              | 崇教局長                   | 二代 | 40万人 | 世界真光文明教団 10万人 二代           | 世界真光文明教団 10万人 二代           |                                        |                                        |                                        | 1994 死去 三代教え主 22万人            | 1994 死去 三代教え主 22万人            | 1994 死去 三代教え主 22万人            | 1994 死去 三代教え主 22万人 |                             |
| 岡田光玉          | 関口勝利          | 35歳              | 未入会                     | 三代 | 40万人 | 世界真光文明教団 10万人 二代           | 世界真光文明教団 10万人 二代           |                                        |                                        |                                        | 1994 死去 三代教え主 22万人            | 1994 死去 三代教え主 22万人            | 1994 死去 三代教え主 22万人            | 1994 死去 三代教え主 22万人 |                             |
| 岡田光玉          | 田中清英          |                   | 破門・復職禁止             | 分派 | 40万人 | 世界真光文明教団 10万人 二代           | 世界真光文明教団 10万人 二代           | 陽光子友乃会                           | 2002 死去 沼田                         | 2002 死去 沼田                         | 2002 死去 沼田                         | 2002 死去 沼田                         |                                        |                             |                             |
| 岡田光玉          | 中野鷹照          |                   |                            | 分派 | 40万人 | 世界真光文明教団 10万人 二代           | 世界真光文明教団 10万人 二代           | 陽光子友乃会                           | 真光正法之會                           | 2002 死去 平沢                         | 2002 死去 平沢                         | 2002 死去 平沢                         |                                        |                             |                             |
| 岡田光玉          | 大野正男          | 45歳              | 指導部長                   | 独立 | 40万人 | 世界真光文明教団 10万人 二代           | 世界真光文明教団 10万人 二代           |                                        | 退会                                   | 世界大和陽明教会                       | 世界大和陽明教会                       | 世界大和陽明教会                       | 世界大和陽明教会                       | 世界大和陽明教会            |                             |
| 岡田光玉          | 依田君美          | 58歳              | 一般信者                   | 独立 | 40万人 | 神幽現救世真光文明教団                 | 神幽現救世真光文明教団                 | 神幽現救世真光文明教団                 | 神幽現救世真光文明教団                 | 神幽現救世真光文明教団                 | 神幽現救世真光文明教団                 | 神幽現救世真光文明教団                 | 2003 死去 美希                         | 2003 死去 美希              | 2003 死去 美希              |

## 二代継承と重大神示解釈
- 世界真光文明教団（設立当初、後の関口派）
- 崇教真光（岡田派）

本項では主流2教派を便宜上「関口派」「岡田派」とする。岡田光玉とその養女で一番弟子といえる岡田恵珠によって1959年に立教したいわゆる真光教団は、1963年に法人化し「世界真光文明教団」となる。1974年に光玉の死去10日前に光玉に御神示があったと通夜の席で恵珠より発表。ヨの御霊を恵珠が拝受し二代は関口さんにお願いしなさいという内容で、本山建立用・教え主代理用の御み霊を実質序列3位であった関口榮が通夜翌日、光玉の遺体前で恵珠より拝受。後日重大神示について説明があり、関口も一度は了承。関口より全国に「霊的な面(御神体・御み霊調整)を恵珠が、本山建立に向けた体的物的な面を関口が担当する」という依命伝達書が8月８日付で発信された。これに対し関口派幹部が「それはあんまりではないか」「そんなはずがない」「教え主であれば霊的な面も関口が教え主として担うべき」と関口に訴え、重大神示の承諾をしないよう話があり、十日前の遺言で初代は関口を二代教え主に指名したとして恵珠を訴え、裁判へと発展する。

### 重大神示
関口原告弁護士大野の資料によると、証拠文書として提出された御神示は、宗教上の秘文とし殆どが開示されていない状態。
裁判所は『御神示というのは、何ですか。』と質問。コピーではなくもっとはっきりした物を要求したとされる。
『6/13　午前2時　久方振り重大神示』と書かれた表紙と、その他の頁が6/13の一連の文章か判断が出いないため、証拠として認められない。
開示された文章は、岡田光玉の筆跡であることは確認され、主な内容は下記の通り。
- 遅い、ヤマト人遅い
- 玄光山というが、クライ出（山？）思い出させるため
- しばし、ヨ丈け秘かに(ヨのみ霊もちて）娘に与えよ
- もう一度ほかの仕組みで　力　外にうまくそらさんも

裁判において公開された重大神示は、岡田・関口それぞれ理解が異なりそれぞれのが解釈が述べられている。
島田によると、証拠提出された重大神示の中には、下記も含まれているが「真実は明らかになった」には故意か偶然か削除されている。原告弁護士資料にも記載はない。
- 追伺　おぬし考へさせた　世界総本山　地　位山　高山に元還りの方先

重大神示と表紙に書かれた文書でさえも岡田光玉のメモ書きに過ぎず神示では無いとする声もあるほど真光裁判は混迷を極めていたことが窺い知れる。

## 1次真光裁判
光玉が死去した後、「崇教局長」および「世界本山造営委員長」であった関口榮が「ヨのみ霊」を継承した岡田恵珠を訴えた裁判。
1974年9月18日に関口が代表役員地位確認を名目に岡田恵珠を訴え、約8年の歳月を経て1982年7月5日和解が成立。土地・建物・銀行預金等の所有権や名義変更について18項に渡る和解条項が定められ、それぞれ独立して布教を行う事と裁判所から示された。真光教団では対立や争いをしない様教えているためか、ルーツとされる大本教や世界救世教の様にホームページなどにおける裁判主張の説明や自身の正当性の言及、顕著な他方の否定行為などは見られない。
以後、二つの「真光」が固定化する。後述するロゴタイプの事や教義教理に大差がないこともあって両者はしばしば取り違えられやすい。
関口担当弁護士 大野正男は、司法がどこまで宗教的教義に介入出来るかは非常に難しく「御神示」の内容が主張者(岡田)の言う通りであれば岡田の勝訴、「御神示」に触れないのであれば関口の勝訴と正反対の結果になると指摘している。
|         | 岡田光玉         | 岡田恵珠                                    | 関口栄                                            | 備考 |
| ------- | ---------------- | ------------------------------------------- | ------------------------------------------------- | --- |
| 6/13    | 重大神示         |                                             |                                                   | 岡田派はこの時継承の儀があり、ヨのみ霊を継承したと主張                                                                   |
| 6/23    | 昇天             |                                             |                                                   | |
| 6/25    | 通夜             | 昇天10日前の出来事を発表                    |                                                   | 二代は関口さんにお願いしなさい 岡田派：二代教え主代理・補佐の意味 関口派：二代教え主の意味                               |
| 6/26    |                  |                                             | 霊前で恵珠より 「オミタマ」を受け取る             | 岡田派：本山建立のための教え主代理・補佐用のオミタマ 関口派：二代教え主用のオミタマ                                      |
|         |                  | 役員会開催 岡田を代表役員に選出             |                                                   | |
| 7/5     |                  | 代表役員登記                                |                                                   | |
| 約1か月 | 約1か月          | 約1か月                                     | 約1か月                                           | 教団葬準備？ |
| 7/25    | 日本武道館教団葬 |                                             | 二代教え主関口発表・挨拶                          | 二代発表予定なし |
| 8/2     |                  | 関口に重大神示を見せ 継承に関する詳細を説明 | 内容を承諾                                        | |
| 8/4     |                  |                                             | 依命伝達を発表予定幹部に代わり 関口自らが口頭発表 | 依命伝達内容要旨 6/13の神示「ヨのみ霊もちて娘に与えよ」に基づき 「地上代行者」（岡田）と「二代様」（関口）の役割を説明。 |
| 8/8     |                  |                                             | 依命伝達書を全国発信                              | 依命伝達内容要旨 6/13の神示「ヨのみ霊もちて娘に与えよ」に基づき 「地上代行者」（岡田）と「二代様」（関口）の役割を説明。 |
| 約1か月 | 約1か月          | 約1か月                                     | 約1か月                                           | 上記内容に納得できない幹部数名が、関口に非理を迫る。 関口経営する会社に戻ると、共産系弁護士が待機                        |
| 9/18    |                  |                                             | 提訴、8年間の裁判へ                               | |

### 関口派
教団発行「真実は明らかになった」、　担当弁護士大野正男「(宗)世界真光文明教団代表役員地位確認請求事件」、中外日報「世界真光文明教団事件」等で関口派意見を確認することが出来る。
2代教え主（指導者）関口榮。1994年1月3日死去。神名聖峰。3代教え主に関口勝利が就任。神名聖翔。
関口が二代教え主たる根拠をまとめると以下の通り。
- 通夜の席で岡田より「二代は関口さんにお願いしなさい」と発表があった。同席者の同意念書も作成し裁判所に提出。
- 日本武道館での教団葬において二代教え主の発表があり挨拶まで行っている事実を訴える。
- また、関口が二代として振る舞っていても岡田は訂正してこなかったことが上げられている。

裁判では最後まで御神示か宗教上の秘文として一部しか開示されなかったが、御神示の内容について関口は「本山造営は時期が悪い、本山はクライ山に移し、熱海にある３つの神霊のうちヨのみ霊だけ娘に持っていかせなさい、熱海の本山造営はしばらく待ちなさい」と説明。
組み手の大部分は別法人設立(=崇教真光)の経緯を知らされないまま岡田派に付いていったと中外日報は報じる。
6/13 初代は「二代は関口榮に……」と御神示があったとしているが、岡田恵珠らが保有する重大神示のことなのかは不明。
二代教え主の神名聖峰は、光玉昇天の翌年1月11日に賜ったとされ、三代教え主の神名聖翔は平成6年関口勝利昇天3日後に、勝利がみ使いの神の神示で示されたとされる。
その後、に関口は伊豆天城高原に初代の「富士山が見える景色の良いところ、温泉があり、ご神前から桧が見えるところ」と示された場所に初代が神より厳命されていた主座、世界総本山を建立。四方連続切妻五層屋根が特徴で、屋根は黄金発色のチタンで葺かれている。

### 岡田派
2代教え主岡田恵珠。神名聖珠は6/13の継承時に初代より示された神名だが世界総本山建立時に初めて発表された。2002年6月、2代教え主代理に岡田晃弥が就任。御神体調整等の霊の面を恵珠が、日々の式典斎主や世界恢弘の体の面を教え主代理が担当。2009年6月23日をもって3代教え主として、晃弥改め晃央が就任。
裁判中に岡田派は初代昇天４年後の1978年、御神示の基、崇教真光を設立。真光教団指導者の正当なる後継を主張して争っていたため分派の意識はない。6/13初代に下ったとする重大神示および初代の遺言に従い、位山に世界総本山奥宮を高山に世界総本山を建立したとされる。
島田嘉則によると継承問題については、一貫して岡田は二代教え主代理・補佐と説明、あらゆる争いも良しとせず対話による解決を望んだ模様。そういう岡田の姿勢が裁判では不利に働いたと述べている。係争中も初代の教え「人は人を裁けず、裁くは神のみ」をひたすら守り、訴えられても不利を承知で御神示の証拠提出を拒み幹部に対しては今は唯耐える時・神向者争うべからず、唯神意のまにまにと厳しく戒めていたとのこと。
通夜の席での発表内容は関口派理解内容による同意念書が混乱のうちに作成された。実際のアナウンスは念書の通りだったのか、同席者しかわからない。念書の通りであれば同席者全て関口を教え主とし、岡田を教え主とする崇教真光についていく人はいなかったのか、興味深い。
日本武道館での教団葬では進行プログラムに二代教え主の発表は予定されていなかった。突如司会者に二代関口発表の指示が書かれたメモが手渡されたが、司会者はそのようなはずがないと二代は恵珠と発表するも、（指示と）違うだろと罵声が飛び再度壇上に上がり二代は関口と訂正した。誰が発表を誘導し関口に挨拶をさせたのか。これについても岡田は裁判で証言することはしなかった。
弁護士大野の書物にもあるように、解釈により正反対の結果が出てしまう難しい問題で、島田も書籍の中でどちらか一方の団体を非難するものではなく、両者共通の敵は反宗教を標榜する共産主義であると述べている。

## 2次真光裁判
昭和63年に世界真光文明教団の信者が奉納金をめぐって起こした裁判（東京地方裁判所 昭和63年（ワ）11701号 判決）。神が降臨する世界唯一の場所であるス座世界総本山の建立を計画し、ス座奉納金名下に寄附金を募集していたが昭和57年に丸野山山頂に神を祀る場所である元宮を、その中腹に元宮に祀られたご神体を礼拝する場所である拝殿をそれぞれ建立するというス座世界総本山建立の具体的計画の下寄附を強力に募り始めたが、その計画の不実行を理由に数千万円から約1億円を奉納した信者らが奉納金の返還を求めた。
教団は、ス座とは、スの神が降臨する場所で、ご神体を祀る場所が神殿であり、原告らがいうような「元宮（奥宮）」と「拝殿（本殿）」の区別はないと説明。また、「奥宮」（「奥の院」ともいう。）は、教え主が神事を行う狭い場所であって、一般の組み手の出入りできない所である。「元宮」という用語は、崇教局長兼同局神事部長であった田中清英が「ス座」と「奥宮」との混同により組み手を惑わせるために創作した用語であり、また、「拝殿」という用語は、被告教団では使用していない。「ス座（元宮）の建立場所は山頂でなければならない」という教えは、初代教え主が教示したこともなければ、被告教団の教義の中にも全く存せず、また、「ス座は元宮と拝殿が一体となって形成される」ということも教義に明記されていないため、原告らのこの点に関する主張は、田中が被告教団の乗っ取りを企図して流布した誤った教義の解釈によるものであると説明している。
田中清英は岡田光玉存命中に幹部をしていたが、問題を起こして波紋となっていた。しかし1次真光裁判の後、関口榮二代教え主は田中清英を迎え入れ要職につけた。

### 陽光子友乃会
関口家による教団私物化を批判した上で、世界真光文明教団から分裂した教団。初代の頃からの信者であった田中清英(元世界真光文明教団・崇教局長)が設立。
人数規模　不明
茨城県つくば市に本部がある。田中清英が三代教え主就任。神名三代聖凰。(世界真光文明教団の二代教主関口栄の「聖峰」という神名は正当な神示によるものではないと述べ、教え主は聖凰を名乗るべきであるという自説による)平成14年6月に死去。崇教局長沼田明里が四代教え主に就任。神名4代聖凰。
日本、シンガポール、マレーシア、台湾、アメリカ、ドイツ、メキシコに拠点あり。

### 真光正法之會
田中清英による教団私物化批判により陽光子友乃会より脱会し設立した教団。
埼玉県東松山市にご本殿および拝殿を建設中。
人数規模　不明

### 神聖位山真光神団
岐阜県高山市にある教団。
詳細　不明

### 主神正法会
三重県にある「陽光子友乃会」から分派した教団。
詳細　不明

## 諸分派

### 神幽現救世真光文明教団
光玉当時の教団所属時に神から示されたとする独自の業を用いたことをきっかけに除名された依田君美によって1974年に立教された。
人数規模　不明

### ス光
崇教真光の会員であった黒田みのるによって1983年に立教。現在、黒田みのるは真光との関係を否定しているが関連書物に漫画が掲載されている。
人数規模　不明